# فرانكي هايز
فرانكي هايز (بالإنجليزية: Frankie Hayes) هو لاعب كرة قاعدة أمريكي، ولد في 13 أكتوبر 1914 في جامسبورغ في الولايات المتحدة، وتوفي في 22 يونيو 1955 في بوينت بليزانت في الولايات المتحدة.

## وصلات خارجية
- فرانكي هايز على موقعبيزبول رفرنس.كوم (الدوري الرئيسي) (الإنجليزية)
- فرانكي هايز على موقعبيزبول رفرنس.كوم (الدوري الثانوي) (الإنجليزية)